# الأعقاب (أسوان)
قرية الأعقاب هي إحدى القرى التابعة لمركز أسوان في محافظة أسوان في جمهورية مصر العربية.